# Grandes Lagos (América del Norte)
Los Grandes Lagos son un grupo de cinco lagos —Superior, Míchigan, Hurón, Erie y Ontario—  situados en la frontera entre los Estados Unidos y Canadá. Son el mayor grupo de lagos de agua dulce del mundo; considerados también como mares cerrados, cubren un total de 245 100 km², irrigando una superficie de 521 830 km², y con 22 671 km³ de agua almacenada contienen el 21 % del agua dulce del mundo.
El lago Superior es el tercer lago más grande de agua dulce del mundo, solo por detrás del Baikal y el Tanganica, y es el mayor por extensión; contando el mar Caspio, que es de agua salada, ocuparía el segundo lugar. El lago Míchigan es el único lago del grupo que se encuentra completamente dentro de Estados Unidos.
Los Grandes Lagos comenzaron a formarse al final de la última glaciación hace unos 14 000 años, ya que al derretirse las capas de hielo tallaron cuencas en la tierra y estas se llenaron del agua del deshielo. Los lagos han sido una importante vía para el transporte, la migración y el comercio, y es el hogar de un gran número de especies.
La región circundante se llama la Región de los Grandes Lagos, que incluye la Megalópolis de los Grandes Lagos.

## Los lagos
De oeste a este los Grandes Lagos son los siguientes:
- El Superior es el mayor y más profundo. Tiene una longitud y un ancho máximos de 563 km y 257 km respectivamente y una superficie aproximada de 82 000 km². Su profundidad promedio es de 149 m, alcanzando 406 m. Tiene un volumen de 12 232 km³ y un litoral 4393 km, incluyendo las islas.
- El Míchigan es el único en un solo país (Estados Unidos) y el segundo en volumen. Su superficie es de 57 750 km², lo que lo convierte en el mayor lago perteneciente a un único país[cita requerida] y el quinto a escala mundial. Su profundidad máxima es de 281 m. Su volumen es de 4918 km³.

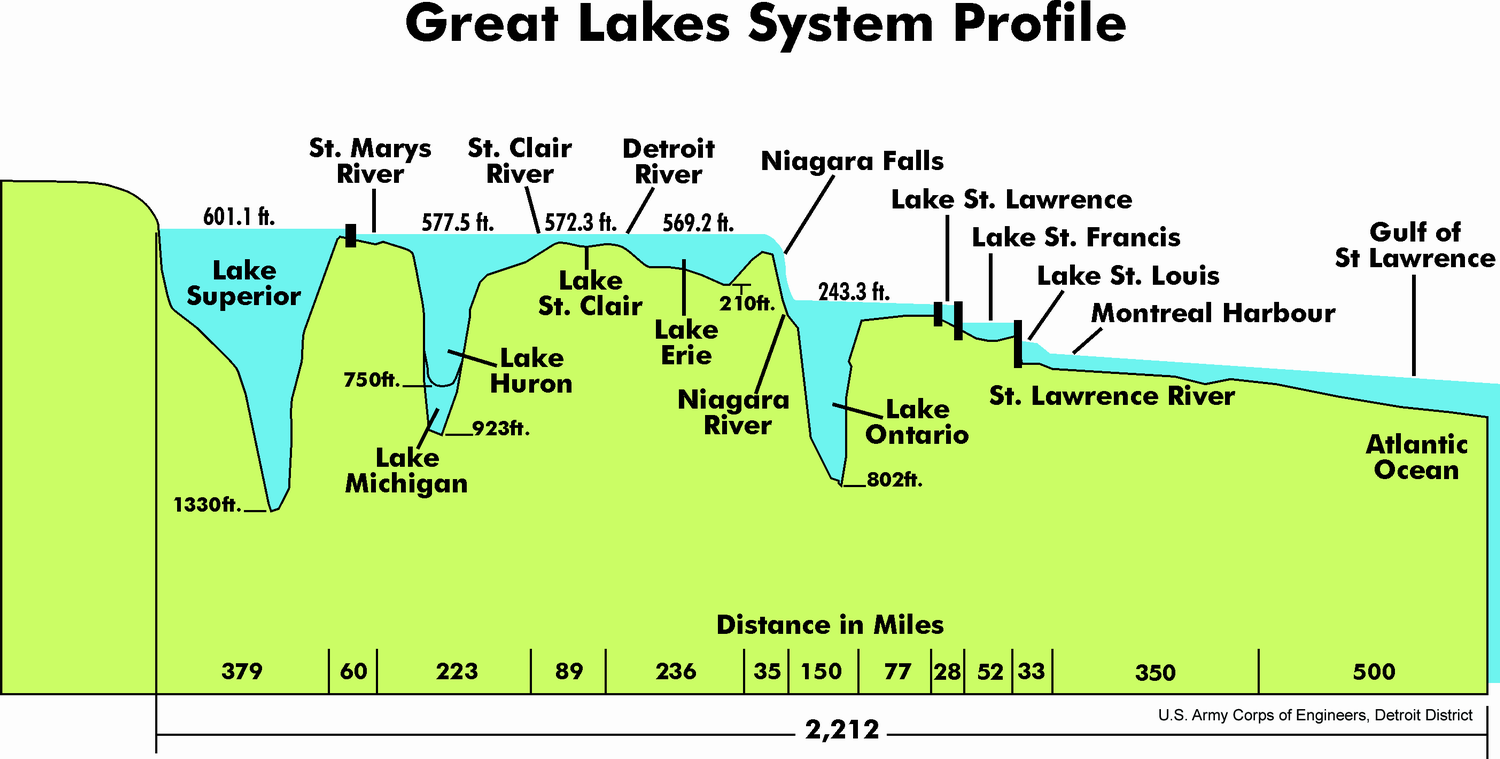
Corte del sistema los Grandes Lagos.

- El Hurón es el segundo en superficie. Incluyendo las bahías de Georgia y de Saginaw, ocupa un área de 59 570 km², de los que 36 001 km² pertenecen a Canadá. La cuenca del lago ocupa unos 134 000 km². Tiene una longitud y una anchura máximas de 332 y 295 km, respectivamente. Su profundidad máxima es de 229 m. Su superficie se encuentra a una altitud de 176 m sobre el nivel del mar.
- El Erie es el de menor volumen. Se encuentra a 173 m s. n. m. Su largo es de 388 km, su ancho de 92 km, su superficie de 25 700 km², su profundidad promedio de 19 m y su volumen de 488 km³. Presenta una profundidad máxima de 64 m, pero toda su zona occidental tiene menos de 20 m, con un promedio de apenas 13 m.
- El Ontario es el menor en superficie con 18 960 km². Se entra en el extremo oriental del sistema de los Grandes Lagos. Excede sin embargo en volumen al Erie, ya que posee 1639 km³. Por su tamaño es el lago 13º a escala mundial, y tiene una costa de 1146 km. Se encuentra a 74 m sobre el nivel del mar. Su longitud es de 311 km y su anchura de 86 km. Su profundidad promedio es de 86 m y la máxima de 244 m, la tercera mayor de los Grandes Lago

Lago Superior
Lago Michigan
Lago Hurón
Lago Erie
Lago Ontario

### Batimetría
|                    | Lago Erie        | Lago Hurón        | Lago Míchigan      | Lago Ontario       | Lago Superior       |
| ------------------ | ---------------- | ----------------- | ------------------ | ------------------ | ------------------- |
| Superficie         | 25 700 km²       | 60 000 km²        | 57 800 km²         | 19 500 km²         | 82 100 km²          |
| Profundidad media  | 19 m (62,3 pies) | 59 m (193,6 pies) | 85 m (278,9 pies)  | 86 m (282,2 pies)  | 147 m (482,3 pies)  |
| Profundidad máxima | 64 m (210 pies)  | 228 m (748 pies)  | 282 m (925,2 pies) | 245 m (803,8 pies) | 407 m (1335,3 pies) |

## Otros componentes geográficos
El sistema de los Grandes Lagos abarca también el río St. Marys entre el Superior y el Hurón, el Saint Clair entre el Hurón y el St Clair, el Detroit entre el St. Clair y el Erie, y el Niágara y sus Cataratas entre el Erie y el Ontario. El Hurón suele dividirse en el lago homónimo y la bahía Georgian.
El lago Nipigon, un lago más pequeño que vierte sus aguas en el Superior a través del río Nipigon, es considerado a veces el sexto lago del sistema.

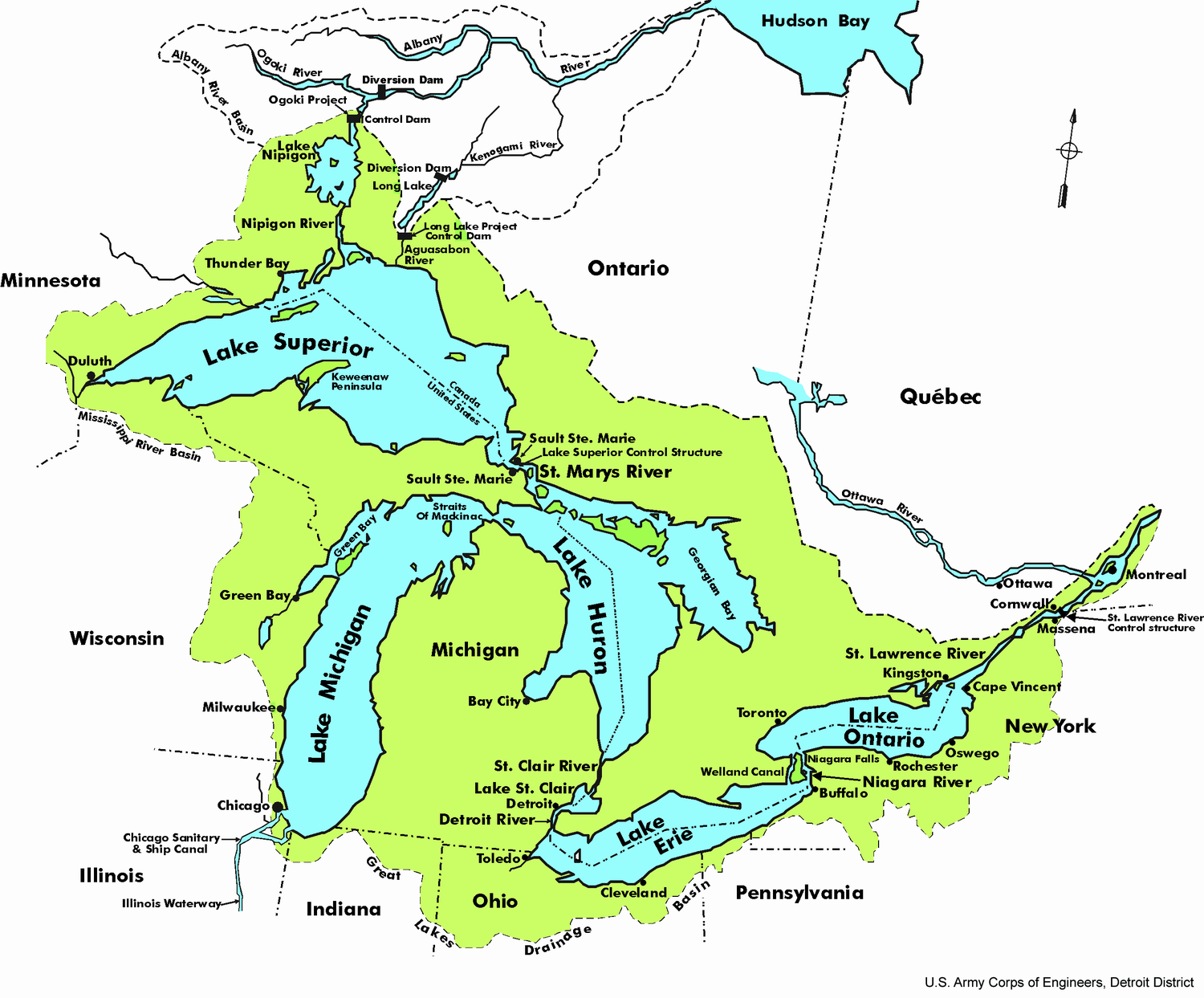
Área ocupada por el sistema de los Grandes Lagos.

El río San Lorenzo, que en muchas partes de su curso demarca la misma frontera internacional, es el colector de estos lagos interconectados y fluye por Quebec y a través de la Península de Gaspesia hasta el Océano Atlántico. Otro lago, el más pequeño St. Clair, también forma parte del sistema. Se encuentra entre el Hurón y el Erie, pero no es oficialmente uno de los Grandes Lagos. 

### Islas
A lo largo de los Grandes Lagos hay aproximadamente dispersas 35 000 islas. La más grande de ellas es la isla Manitoulin en el lago Hurón, la isla más grande en cualquier cuerpo de agua interior del mundo. La segunda isla más grande es la Isla Royale en el lago Superior. Estas dos islas son lo suficientemente grandes como para contener varios lagos en sí mismas - por ejemplo, el lago Manitou de la isla Manitoulin es el lago más grande del mundo ubicado en una isla de agua dulce.

### Conexión con el océano
El canal de San Lorenzo y la Great Lakes Waterway (Ruta Fluvial de los Grandes Lagos) conectan los Grandes Lagos con el mar. El paso de amplios buques portacontenedores oceánicos - que no se ajustan a través de los bloqueos en estas rutas - ha limitado el transporte de contenedores en los lagos. La mayoría del comercio de los Grandes Lagos es de material a granel, los barcos cargueros a granel de Seawaymax o de menos tamaño se pueden mover a lo largo de la totalidad de los lagos y al Atlántico. Los buques más grandes se limitan a funcionar en los lagos en sí mismos, y solo barcazas pueden acceder al sistema Illinois Hidroways que proporciona acceso al golfo de México. A pesar de su gran tamaño, grandes sectores de los Grandes Lagos se congelan en invierno, interrumpiendo así el transporte. Algunos rompehielos surcan los lagos, manteniendo las vías de navegación abiertas la mayor parte del invierno.

Cuenca de los Grandes Lagos y el río San Lorenzo

Los Grandes Lagos también están conectados por un canal hasta el golfo de México a través del río Illinois (desde el río de Chicago) y el río Misisipi. Una pista alternativa es a través del río de Illinois (de Chicago), el Misisipi, el Ohio, y luego a través del Tennessee-Tombigbee (combinación de una serie de ríos y lagos y canales), a la bahía de Mobile y el golfo. El tráfico remolcador y barcaza comercial en estos cursos de agua es pesado.
Los barcos de turismo también pueden entrar o salir de los Grandes Lagos a través del canal de Erie y el río Hudson en Nueva York. El canal de Erie se conecta a los Grandes Lagos en el extremo este del lago Erie (en Búfalo) y en el lado sur del lago Ontario (en Oswego).

### Niveles de agua
Los lagos contienen el 84 % del agua dulce superficial de América del Norte; si el agua de los lagos se distribuyese uniformemente sobre la superficie terrestre de todo el continente alcanzaría una profundidad de 1,5 m. La fuente de los niveles de agua en los lagos está ligada a lo que quedaba como glaciares que se derritieron cuando los lagos tomaron su forma actual. Anualmente, solo el 1 % es agua "nueva" procede de ríos, precipitaciones y manantiales de aguas subterráneas que desembocan en los lagos. Esto se equilibra con la evaporación y el drenaje, por lo que el nivel de los lagos es históricamente constante. Si bien históricamente los niveles del lago han sido preservados, el intensivo crecimiento de la población humana solo comenzó en la región en el siglo XX y continúa en la actualidad. Al menos dos actividades de uso del agua por humanos se han identificado como teniendo el potencial de afectar a los niveles de los lagos: el desvío (la transferencia de agua a otras cuencas) y el consumo (realizado sustancialmente hoy por el uso de agua del lago por las plantas de generación eléctrica para su refrigeración, lo que resulta en la evaporación del agua).

## Formación y geomorfología

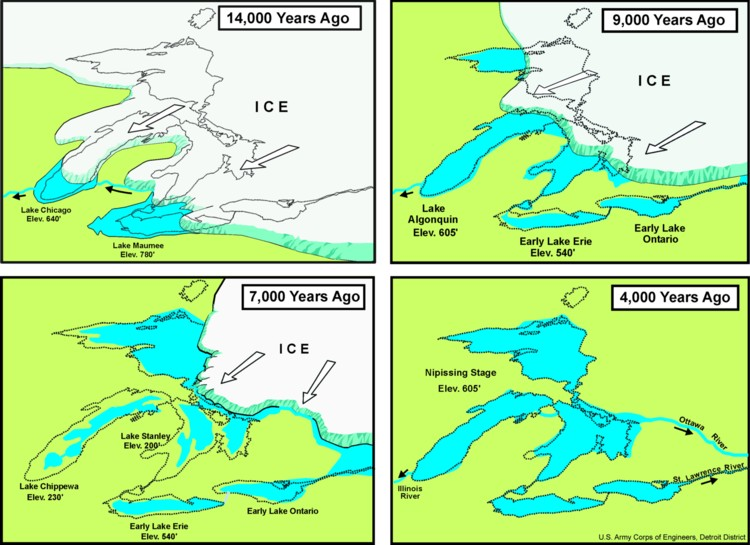
Los Grandes Lagos tienen origen glaciar.

Se estima que los fondos de los grandes lagos empezaron a formarse hace aproximadamente 11 000 o 12 000 años, cuando las placas tectónicas previamente unidas recularon, creando la fractura (rift) mediocontinental de América, creando un valle que servía de base para lo que modernamente se ha convertido en el Lago Superior. En el momento que apareció una segunda línea de falla, la fractura (rift) de San Lorenzo, formado hace aproximadamente 570 millones de años, se crearon las bases de los lagos Ontario y Erie, junto con el que se convertiría en el Río San Lorenzo.
Los Grandes Lagos se formaron al final de la última era glacial (glaciación de Wisconsin), hace aproximadamente 10 000 años, cuando el inlandsis Laurentino reculó, dejando grandes cantidades de agua de deshielo (véase Lago Agassiz) que llenó los vacíos que se habían formado, creando así los Grandes Lagos tal como se conocen hoy.
La región de los Grandes Lagos forma parte de la gran depresión central de Norteamérica extendiéndose hacia el sur en dirección a la llanura del Misisipi Misuri.

## Clima

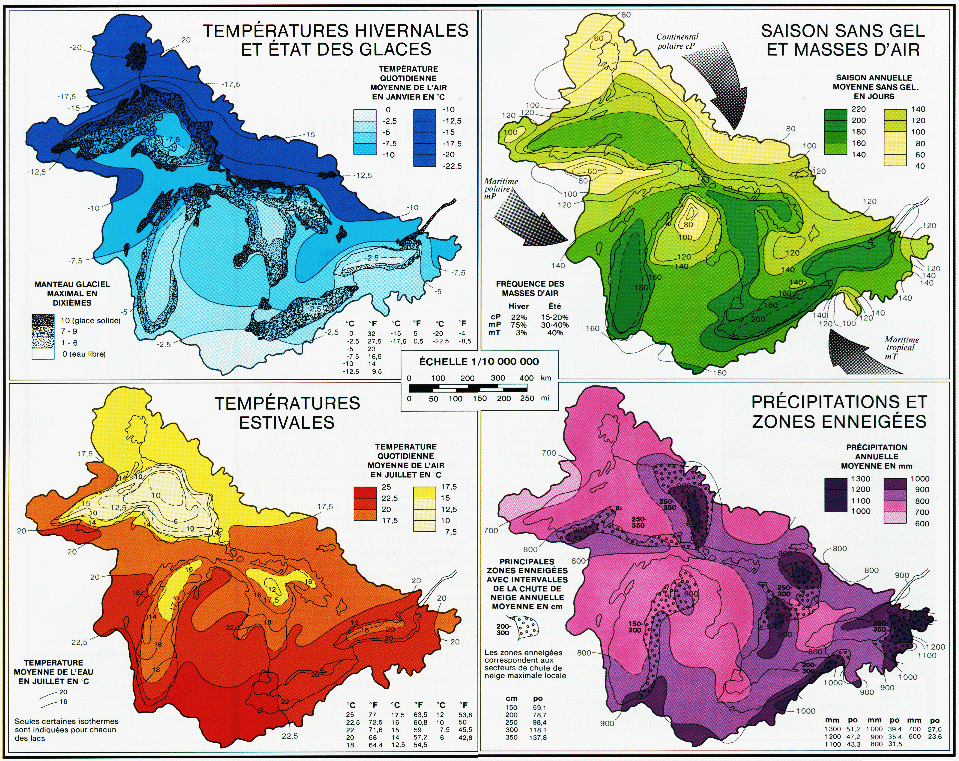
Clima de los Grandes Lagos

Los Grandes Lagos tienen un clima continental húmedo, clasificación climática de Köppen Dfa (en las zonas del sur) y Dfb (en las zonas del norte) con influencias variables de masas de aire de otras regiones, incluyendo sistemas árticos secos y fríos, masas de aire templado del Pacífico procedentes del oeste y sistemas tropicales cálidos y húmedos procedentes del sur y del golfo de México. Los lagos tienen un efecto moderador sobre el clima; también pueden aumentar los totales de precipitación y producir nieve por efecto lago.

### Efecto lago
Los lagos influyen en el clima en lo que se conoce como efecto lago. En invierno, la evaporación provoca que los vientos del oeste puedan producir grandes nevadas. El ejemplo más destacado es la cantidad de nieve que cae en Buffalo, resultante de la evaporación emitida por el lago Erie. No es inusual que caiga nieve en días de cielos claros a causa de este fenómeno.

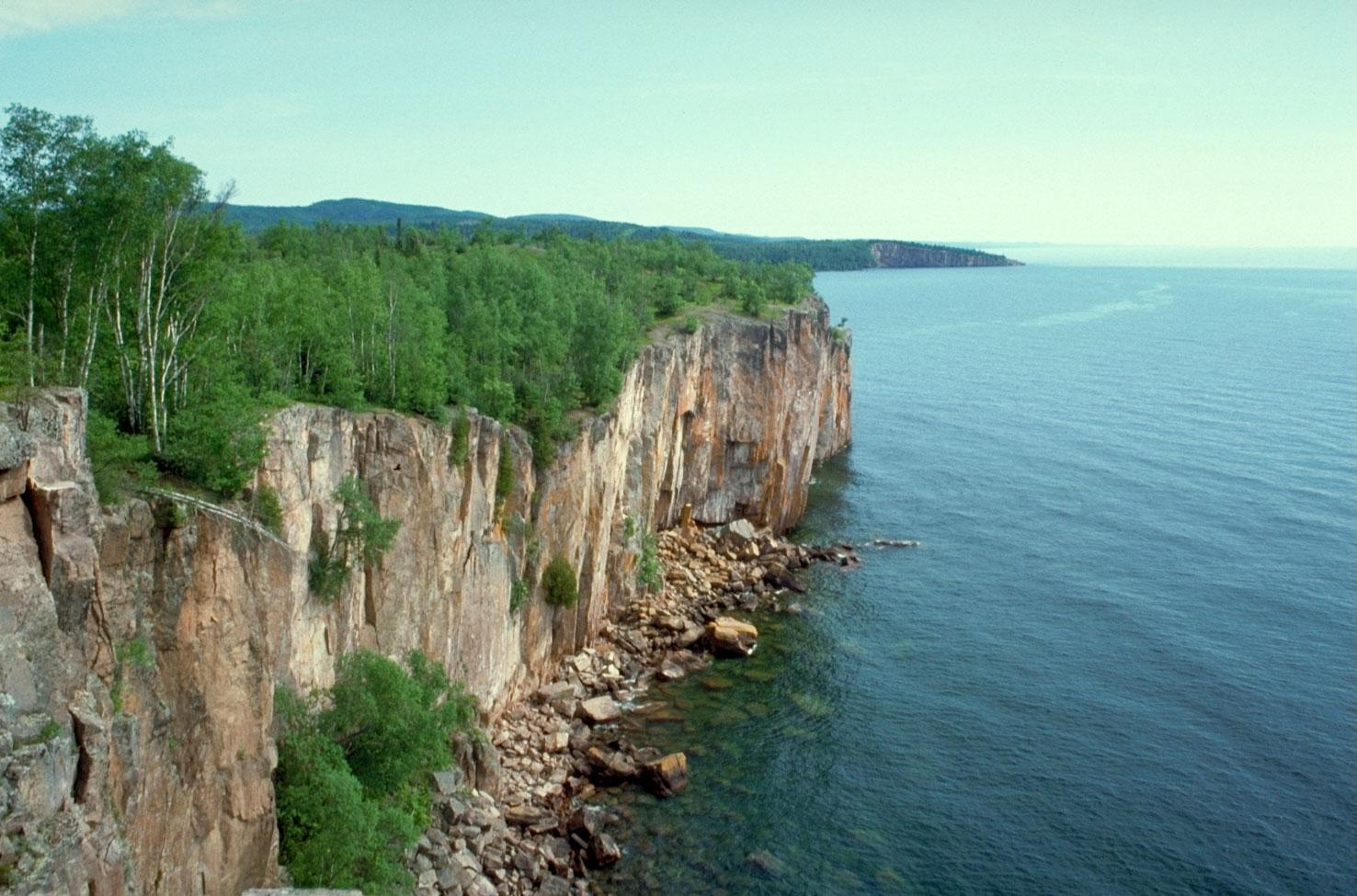
Acantilados en Palisade Head sobre el lago Superior en Minnesota.

Los lagos también moderan las temperaturas de las estaciones, absorbiendo el calor y enfriando el aire en verano, y desprendiendo suavemente ese calor en otoño. Esta temperatura atenuada crea regiones conocidas como “cinturones frutales”, donde se cultivan frutas tradicionalmente producidas más al sur. La costa este del lago Míchigan y la costa sur del lago Erie alojan muchas bodegas. La península del Niágara, entre el Erie y el Ontario, cuenta con excelentes vinos. También relacionada con el efecto lago, está la aparición de niebla, sobre todo en el lago Superior, debido a su clima marítimo. 
A pesar de su considerable tamaño, gran parte de los Grandes Lagos se congelan en invierno. Esto detiene el flujo de barcos durante esta estación. Algunos rompehielos se usan en estos grandes lagos.

## Geografía humana de la región

Mapa de Ontario y de los ocho Estados de Estados Unidos que bordean los Grandes Lagos.

Los ocho estados de Estados Unidos y la provincia de Canadá que bordean los Grandes Lagos tiene la siguiente población y superficie:
| Estado/Provincia | Población 2019 | Superficie (km2) |
| ---------------- | -------------- | ---------------- |
| Illinois         | 12 671 821     | 149 998          |
| Indiana          | 6 732 219      | 94 321           |
| Míchigan         | 9 986 857      | 250 494          |
| Minnesota        | 5 639 632      | 225 171          |
| Nueva York       | 19 453 561     | 141 299          |
| Ohio             | 11 689 100     | 116 096          |
| Ontario          | 14 566 547     | 1 076 395        |
| Pensilvania      | 12 801 989     | 119 283          |
| Wisconsin        | 5 822 434      | 169 639          |
| Total            | 99 364 160     | 2 342 696        |

Aproximadamente 30 millones de personas habitan en la cuenca de los Grandes Lagos. Varias metrópolis se sitúan las orillas de los Grandes Lagos: las más pobladas son Chicago, Toronto, Detroit, Milwaukee y Cleveland que, reunidas en un espacio transfronterizo, se denomina Main Street America. Esta zona es también una zona industrial importante.
Las ciudades costeras más importantes son:

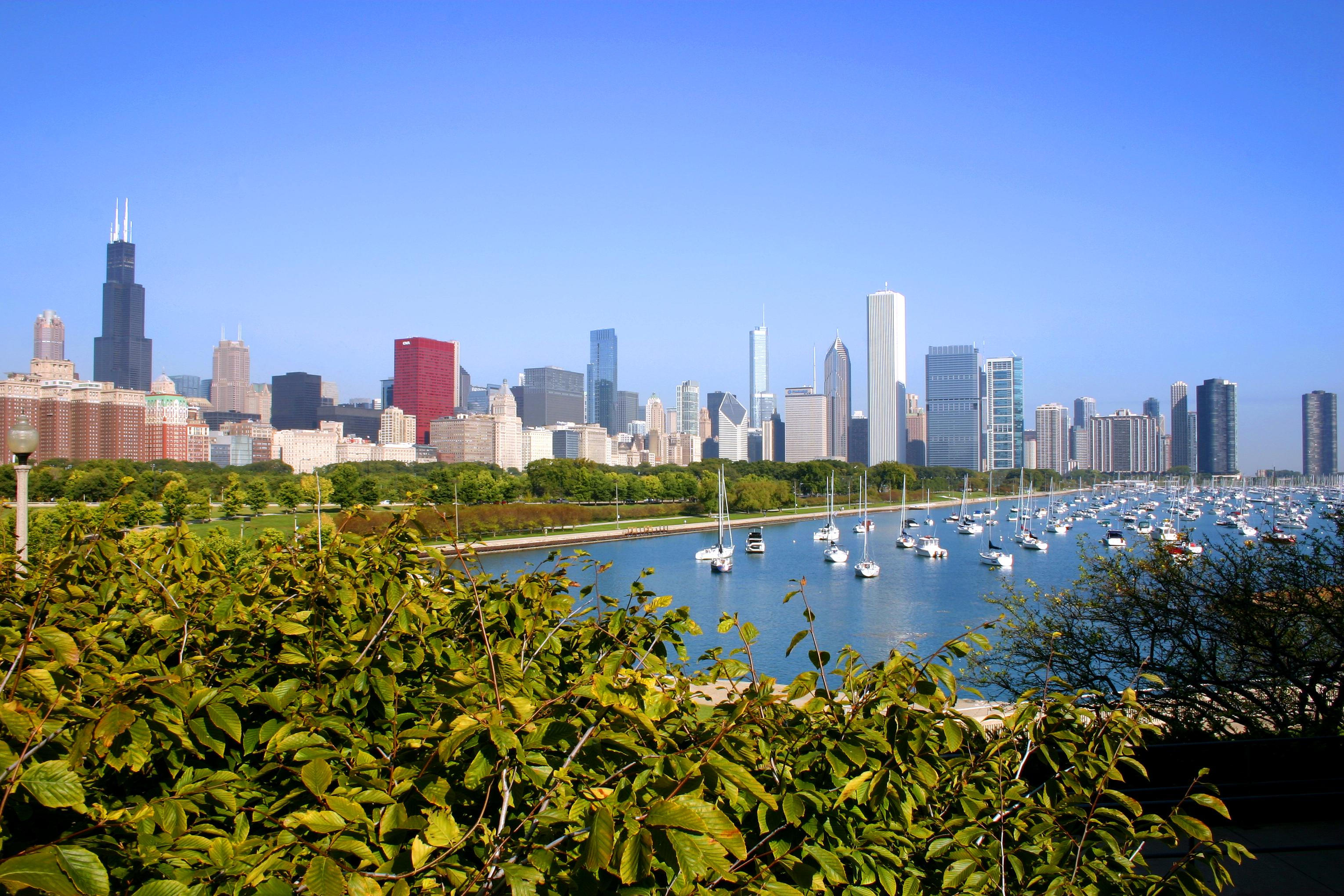
Chicago
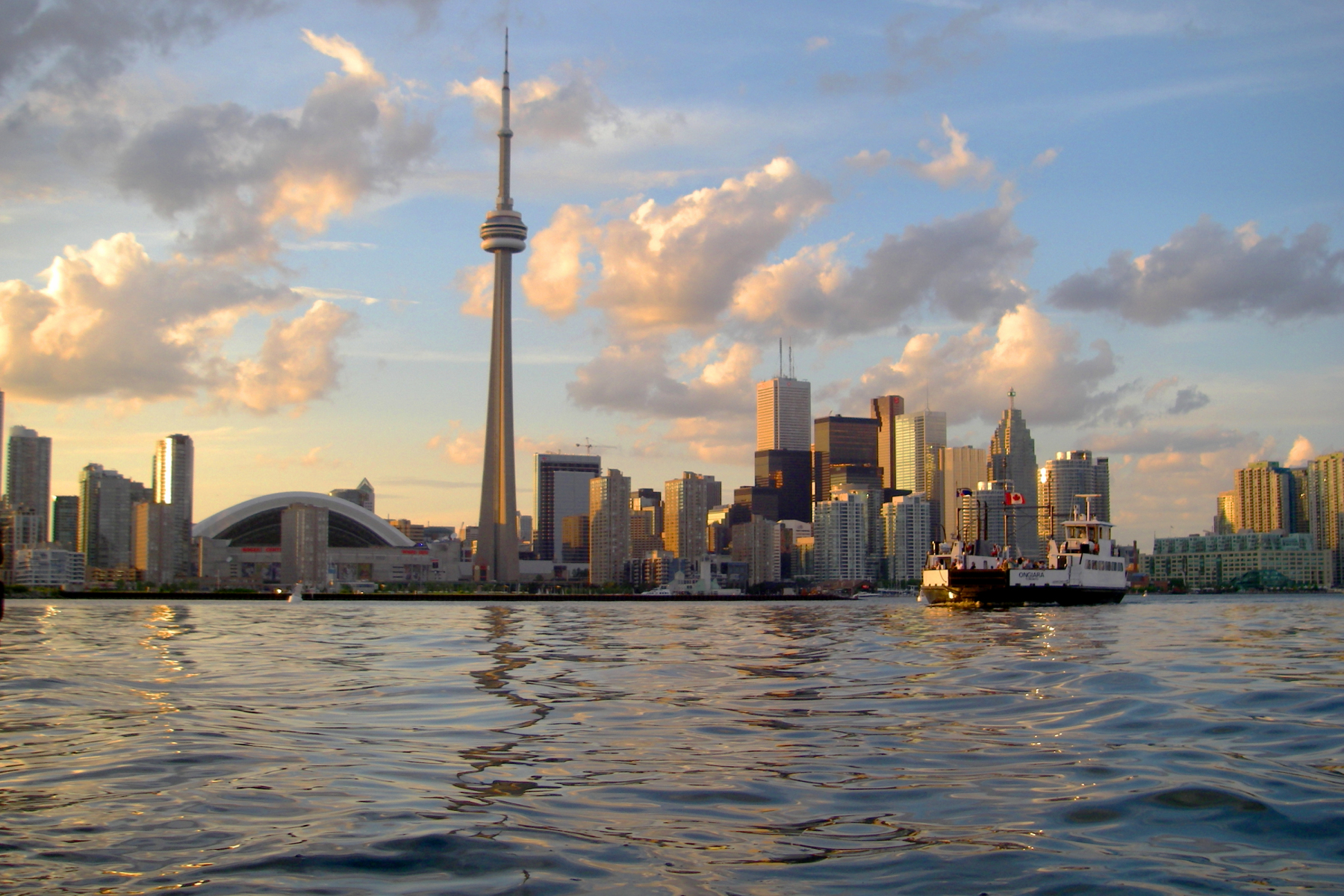
Toronto
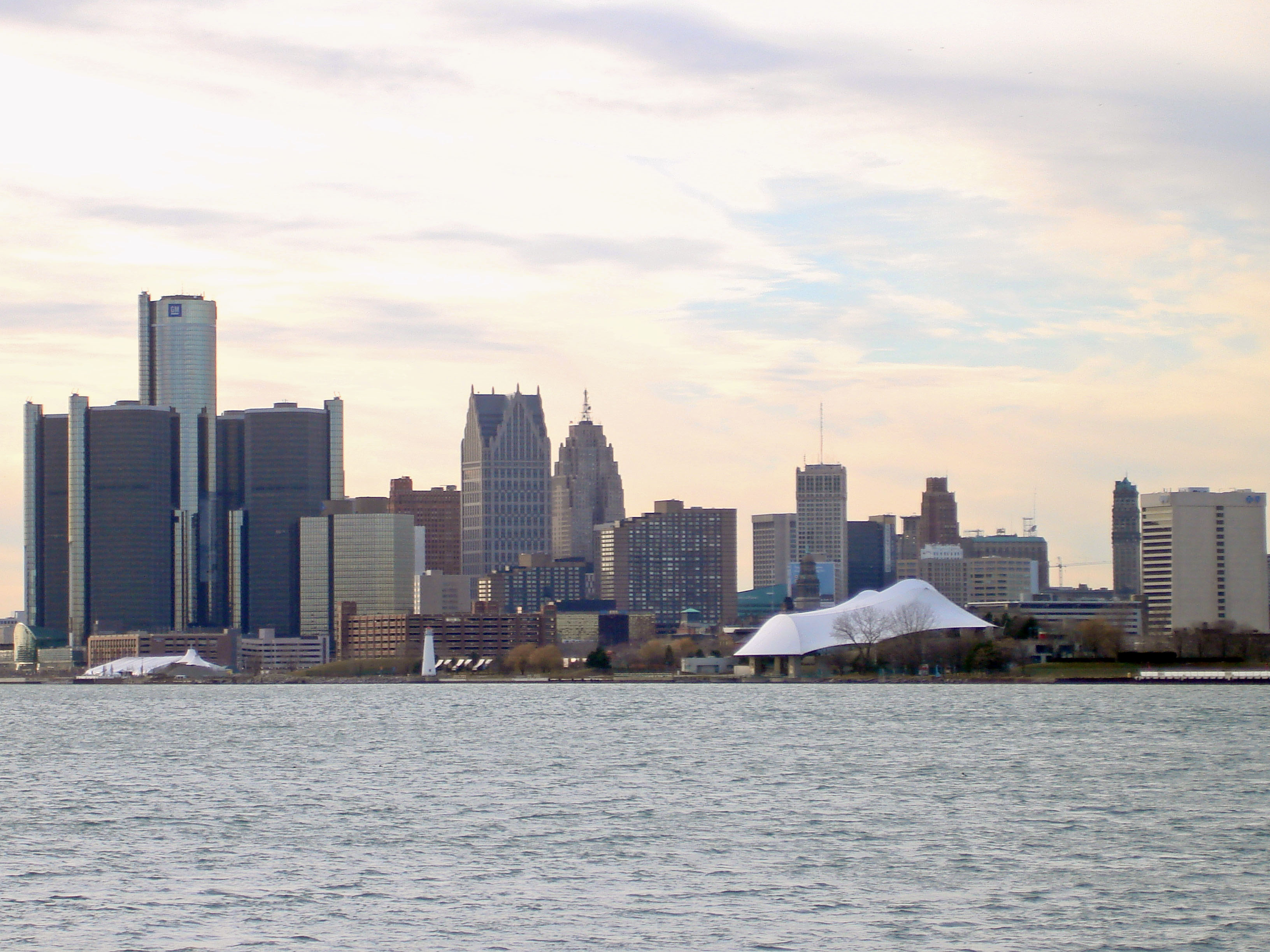
Detroit
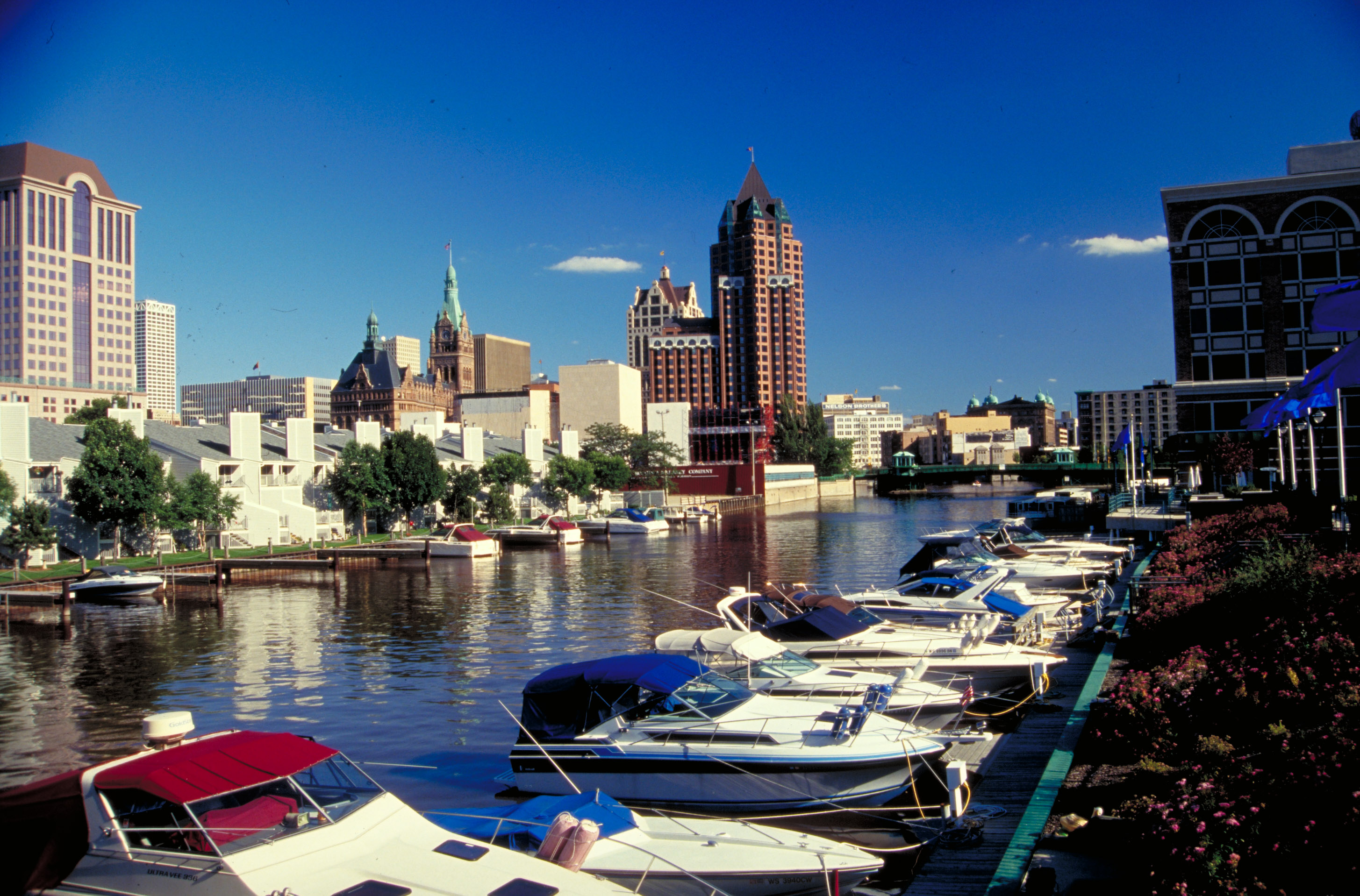
Milwaukee
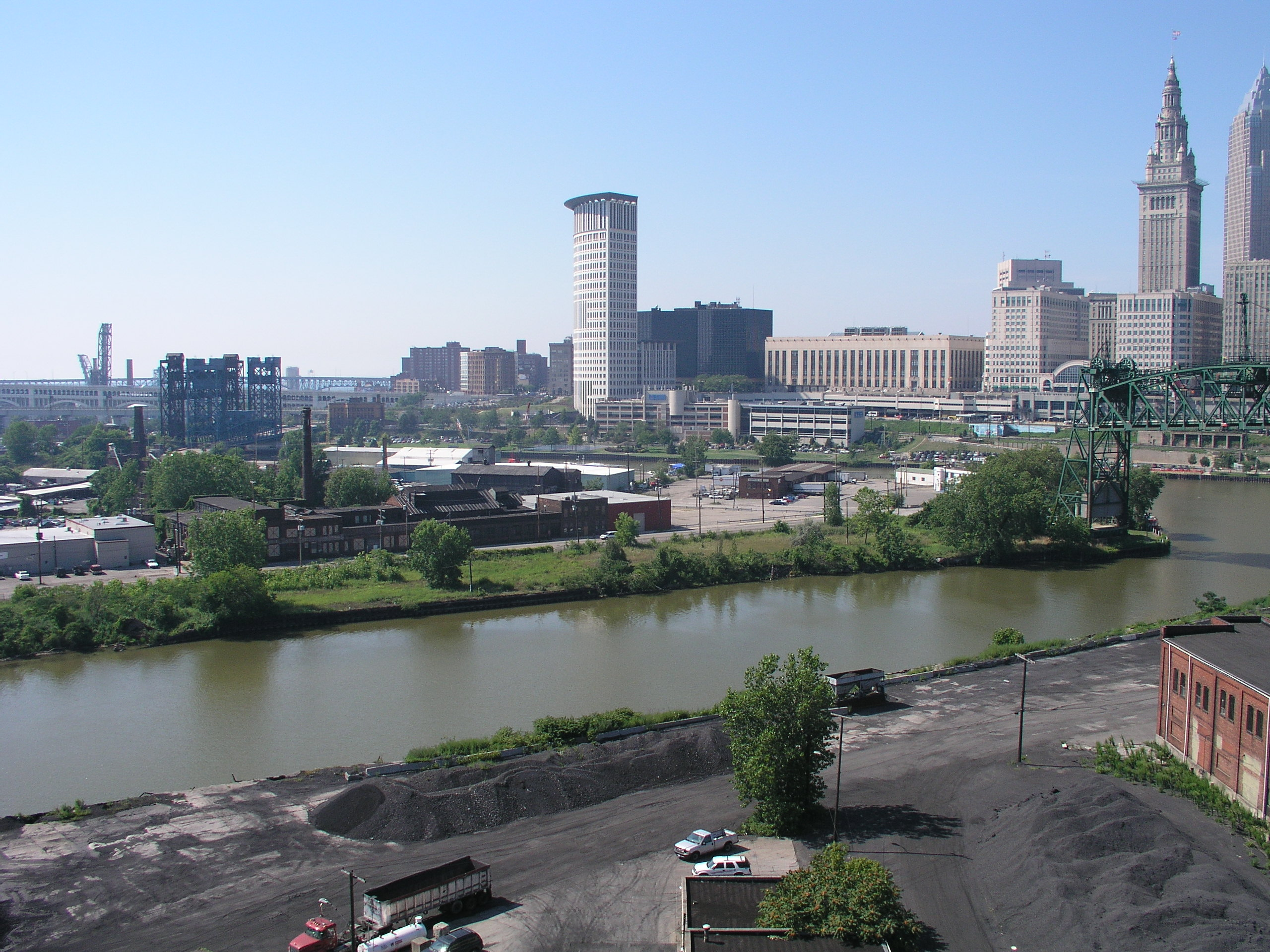
Cleveland

### Principales ciudades costeras
|                      | Lago Erie                                            | Lago Hurón                                       | Lago Míchigan                                                                                                | Lago Ontario                                                                              | Lago Superior                                                                            |
| -------------------- | ---------------------------------------------------- | ------------------------------------------------ | --- | ----------------------------------------------------------------------------------------- | ---------------------------------------------------------------------------------------- |
| Principales ciudades | En Estados Unidos: Buffalo, Cleveland, Erie y Toledo | En Estados Unidos: Alpena, Bay City y Port Huron | En Estados Unidos: Chicago, Gary, Green Bay, Sheboygan, Milwaukee, Kenosha, Racine, Muskegon y Traverse City | En Canadá: Hamilton, Kingston, Mississauga, Oshawa y Toronto En Estados Unidos: Rochester | En Canadá: Thunder Bay En Estados Unidos: Duluth, Marquette, Sault Ste. Marie y Superior |

## Economía
Los Grandes Lagos siempre han constituido un gran cauce de comunicación fluvial, que se aprovechó desde los inicios de la población de sus orillas y que se aceleró en la época industrial, época en que se construyeron importantes obras, como canales, esclusas, puertos, etc. Estas obras se han modernizado a partir de los años 1950 y se han continuado hasta constituir la vía marítima de San Lorenzo.

### Economía histórica
El 7 de agosto de 1679 el bergantín Le Griffon fue puesto en servicio por René Robert Cavelier de La Salle. Fue construido en Cayuga Creek, cerca del límite sur del Río Niágara, siendo el primer barco de vela en viajar por los lagos superiores.
Durante la colonización, los grandes lagos y sus ríos eran la única manera práctica de mover gente y carga. Las gabarras de la Norteamérica central tenían la posibilidad de llegar hasta el océano Atlántico desde los Grandes Lagos al abrirse el canal de Erie en 1825. En 1848, con la apertura del Canal de Illinois y Míchigan en Chicago, se habilitó el acceso directo al río Misisipi desde los lagos. Con el establecimiento de estos dos canales, se consiguió poner en comunicación ciudades tan lejanas como Nueva York y Nueva Orleans.
El principal negocio de las diversas líneas hacia el año 1800 era transportar inmigrantes. Muchas de las grandes ciudades norteamericanas deben su existencia a su posición en los lagos, como destino de transporte de mercancías y también como lugar de acogida de inmigrantes. Cuando se desarrollaron los ferrocarriles y las carreteras, los negocios de transporte de bienes y de pasajeros se estancaron, de forma que en la actualidad, exceptuando los ferries y algunos cruceros extranjeros, el resto de modalidades de transporte se ha desvanecido.
Las rutas de inmigración todavía tienen cierto efecto hoy en día. Los inmigrantes solían formar sus propias comunidades, y algunas áreas tienen una segregación étnica pronunciada, con grupos de neerlandeses, alemanes, polacos, fineses, entre otros. A causa del hecho de que muchos inmigrantes permanecieron un tiempo en la colonia de Nueva Inglaterra antes de moverse hacia el oeste, muchas áreas de los Estados Unidos al lado de los Grandes Lagos, mantienen un gran parecido con el aspecto de Nueva Inglaterra, especialmente en el estilo de las viviendas y el acento de la población.

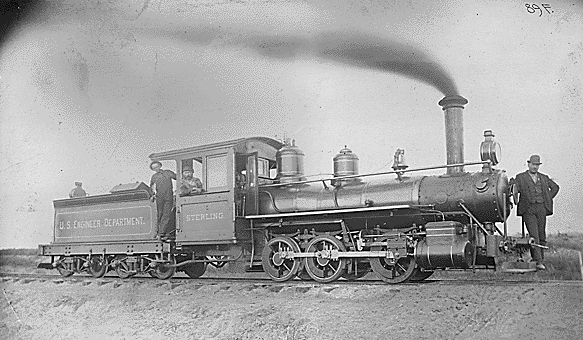
Fotografía de la locomotora Sterling del ferrocarril en la zona de los Grandes Lagos. El uso del ferrocarril desplazó al transporte naval en el ámbito de las mercancías, reduciendo su uso al transporte a granel.

El éxito del ferrocarril y de las comunicaciones por carretera hizo que la mayoría de los transportes de mercancías se realizaban haciendo uso de este tipo de transportes, mientras que los barcos domésticos quedaron para desplazar cargas a granel, como hierro, minerales, carbón o piedra caliza necesarias para la industria del acero. El transporte a granel se desarrolló a causa de las minas próximas a los lagos. El uso de los lagos era, por lo tanto, una oportunidad económica para transportar materias primas de la producción del acero a plantas centralizadas en vez de disponer de plantas de producción próximas a los yacimientos. El transporte de minerales a granel no era el único uso que se hacía de los lagos, también se empleaban embarcaciones para la exportación de grano.
En los siglos XIX y XX, el hierro y otros minerales como el coke se enviaban al sur, mientras que los suministros, la comida y el carbón se enviaban al norte. A causa de la localización de las minas de carbón en Pensilvania y en Virginia Occidental, y a la presencia de la vía férrea del noroeste en las montañas Apalaches, los ferrocarriles favorecieron el desarrollo de las rutas fluviales que iban desde el norte hasta puertos tales como los de Erie (Pensilvania) y de Ashtabula (Ohio).
A causa del desarrollo independiente de la comunidad marítima de los lagos, se adquirieron ciertas peculiaridades regionales al vocabulario. Los barcos, independientemente de su medida, se denominan barcas. Cuando los barcos de vela dieron paso a los barcos de vapor, se denominaron barcas de vapor – el mismo término se usaba en el río Misisipi. Los barcos también tenían un diseño distintivo, el llamado carguero de lago. Los barcos que transportaban mercancías principalmente en los lagos se denominaban lakers. Las barcas se solían denominar salties.
Medidas comunes de los barcos de los lagos eran tamaños enormes con cubiertas de 305 x 32 m con un peso de 80 120 toneladas métricas y con un sistema de transporte por cinta que podía descargar por sí mismo el propio barco haciendo uso de un polipasto en un lateral. Hoy en día, por los Grandes Lagos circula un número muy menor de barcos del que circulaba antes, debido principalmente al incremento del transporte por carretera y debido también al reemplazo de muchos pequeños barcos por otros de mayor capacidad.
Hoy en día todavía existe la posibilidad de combinar el transporte por ferrocarril y por vía fluvial, de forma que la comunicación con las llanuras norteamericanas de los alrededores de los Grandes Lagos está asegurada y cubierta por vía fluvial, que puede servir como ayuda o alternativa al transporte por ferrocarril.
Los lagos se usaban extensivamente para el transporte, aunque a los últimos años se ha observado un descenso en la tendencia de transporte de carga.
Como punto importante en la economía del transporte de los Grandes Lagos figura el acceso marítimo gracias a la Vía marítima del San Lorenzo y la vía navegable de los Grandes Lagos, que facilitaron el acceso de naves oceánicas a los Grandes Lagos. Los barcos oceánicos de más envergadura sin embargo no pasaban por las esclusas.

### Economía moderna
Los Grandes Lagos se usan hoy en día como medio de transporte de bienes a granel y a gran escala. El 2002, se movieron 162 millones de toneladas limpias de carga en seco y a granel. Esta cantidad es constituida de mayor a menor orden por: mineral de hierro, grano y potasa. El mineral de hierro y parte de la piedra y el carbón transportado en los lagos son para su uso a la industria del acero. Otra modalidad presente en el transporte en los lagos es la del transporte de líquidos y carga contenerizada aunque la mayoría de los barcos de contenedores no pueden pasar las esclusas de la vía marítima de San Lorenzo por ser estos barcos demasiado anchos. La cantidad total de envíos de transporte por los lagos ha sufrido una tendencia a la baja durante los últimos años.
Los Grandes Lagos también se usan para proveer de agua potable a millones de personas que viven a su alrededor. Esta valiosa fuente de agua es administrada colectivamente por el estado y por los gobiernos provinciales adyacentes a los lagos.
El turismo y el recreo fluvial son también importantes actividades alrededor de los lagos. Unos pocos cruceros operan alrededor de los Grandes Lagos, incluyendo un par de barcos de vela. La pesca deportiva, comercial y tradicional nativa americana representan aproximadamente un beneficio de 4000 millones de dólares anuales gracias a la comercialización de salmones, coregonos, truchas de lago, eperlanos o lucioperca americana, como especies más importantes. Adicionalmente, en los lagos se puede practicar todo tipo de deportes acuáticos. Una actividad inusual en los Grandes Lagos, que no se encuentra a otras aguas interiores, es la posibilidad de hacer surf en caso de fuerte tormenta, una actividad más asociada al mar abierto.

## Contaminación y protección de los Grandes Lagos

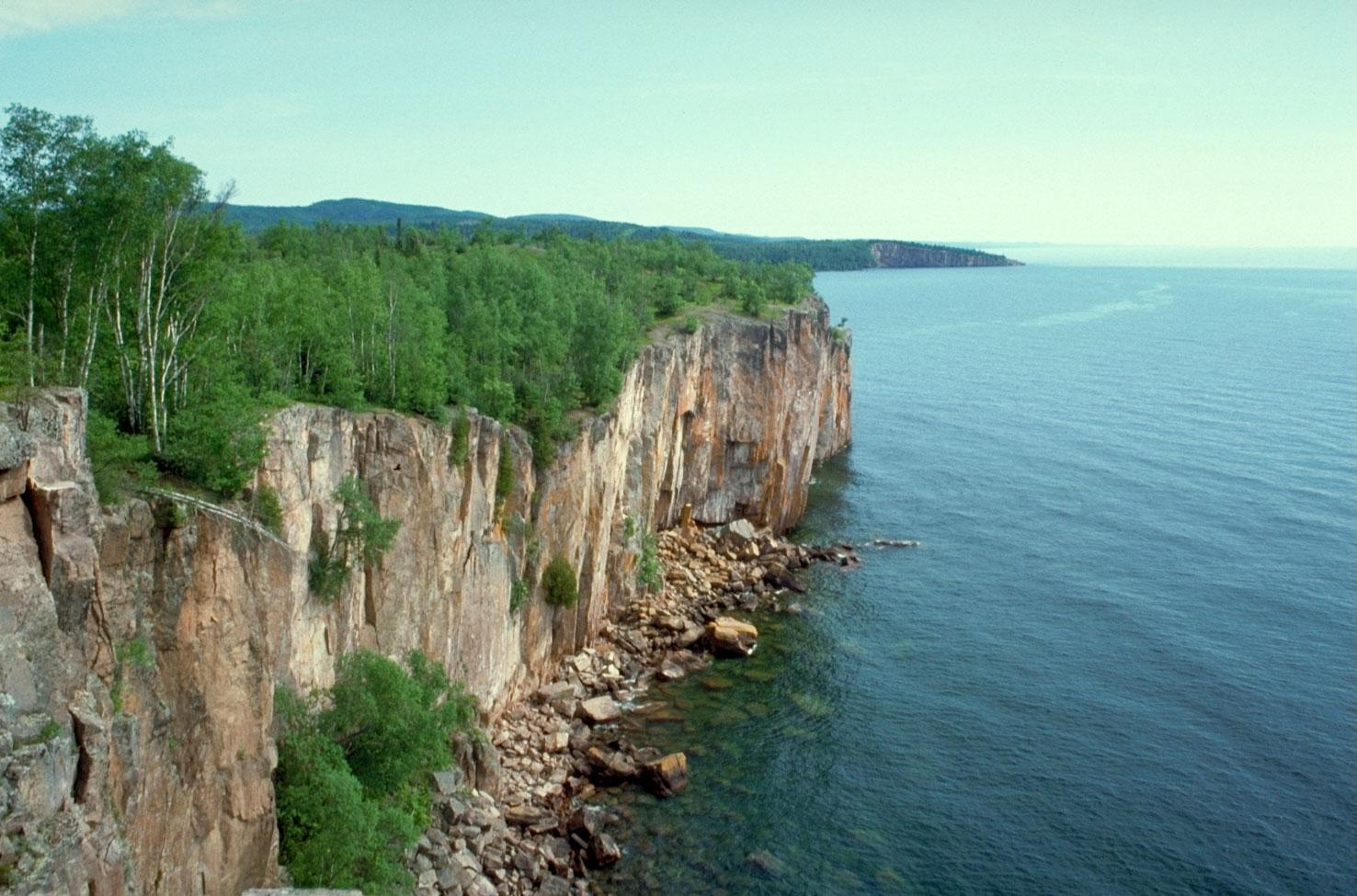
Acantilado que bordea el Lago Superior

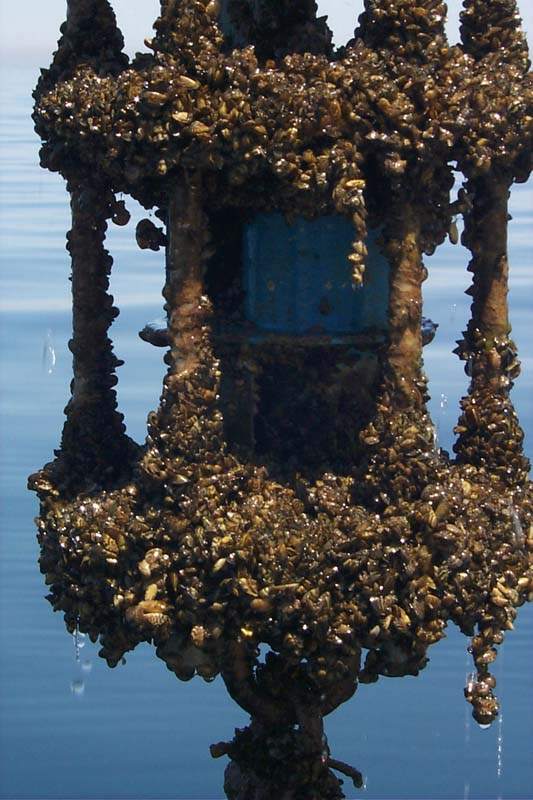
Mejillones cebra acumulados en un medidor de corriente en el lago Míchigan cerca de la ciudad de Míchigan, en 1999.

A pesar de su tamaño, los Grandes Lagos han experimentado una creciente y localmente alarmante contaminación del agua por metales pesados y diversos productos químicos (desde Toronto y Hamilton en particular). La no tarificación del agua y el bajo coste de la energía y la madera, así como la facilidad de transporte por agua, han atraído a los Grandes Lagos a plantas metalúrgicas, papeleras, químicas, automovilísticas y de otros tipos que han contaminado masivamente los lagos durante más de un siglo. Los metales persistentes y los POPs se encuentran en toda la cadena alimentaria, incluso en las ballenas belugas y ballenas del Estuario del San Lorenzo.
Los lagos reciben las sales usadas para la eliminación de la nieve de las carreteras. Los lagos están sometidos a eutrofización de origen agrícola y urbano (aguas residuales) que no pueden degradar. Además, existen graves y nuevos problemas ecológicos relacionados con las crecientes concentraciones de productos que afectan a la fertilidad o que actúan como señales hormonales, o relacionados con la introducción de especies invasoras, como el mejillón cebra o el mejillón quagga por ejemplo. 
Todos los lagos (y en particular el lago Ontario) también se ven afectados por los nanoplásticos y los microplásticos, contaminantes que también se han encontrado en arroyos que alimentan grandes lagos.

### Programas de protección internacionales y locales
En Canadá, los departamentos de medio ambiente y recursos naturales trabajan en la protección de los Grandes Lagos, centrándose en las amenazas a los ecosistemas.
Desde los acuerdos firmados a partir de 1978 entre Estados Unidos y Canadá, se han puesto en marcha diversos programas de rehabilitación y seguimiento para limpiar los lagos y descontaminar el río San Lorenzo, con gobiernos, comunidades, escuelas y ONG, con resultados más o menos significativos según los contaminantes. Las emisiones de ácidos industriales se han reducido considerablemente, pero otros contaminantes siguen siendo un problema.
En 1980, la Comisión Mixta Internacional Canadá-Estados Unidos había identificado 42 lugares prioritarios considerados "preocupantes" por la gravedad de su contaminación del agua. También es necesario combatir la contaminación atmosférica: la lluvia ácida que arrastra los penachos de contaminación y contiene mercurio, pesticidas, nutrientes y muchos contaminantes emitidos por las fábricas, los vehículos y las ciudades: se cree que el 90-95% de las sustancias químicas que contaminan el lago Superior tienen un origen en la contaminación atmosférica.

## Regla nemotécnica sobre nombres de los lagos
Una regla nemotécnica usada habitualmente para recordar los nombres de los lagos es la palabra "HEMOS", formada por las iniciales de Huron, Erie, Michigan, Ontario, y Superior, aunque esta regla no los enumera en ningún orden en particular. En inglés utilizan "HOMES".